# État de Kalahandi
1005–1948
Entités précédentes :
- Raj britannique

Entités suivantes :
- Inde

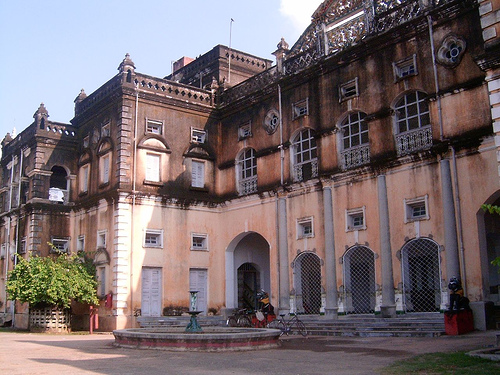
Vue du palais du Mahârâja.

Kalahandi est un ancien État princier des Indes. La capitale était Bhawanipatna. L'État fut gouverné par des rajas jusqu'en 1948 puis intégré à l'Eastern States Union puis à l'État d'Orissa (aujourd'hui Odisha).

## Dirigeants: Râja puis Mahârâja
- Râja
  - 1005 - 1040 : Raghunath Sai

- - ..........     (20 râjas)

- - 1693 - 1721 : Jugasai Deo III
  - 1721 - 1747 :  Khadag Rai Deo
  - 1747 - 1771 : Raisingh Deo III
  - 1771 - 1796 : Purusottam Deo
  - 1796 - 1831 : Jugasai Deo IV
  - 1831 - 1853 : Fateh Narayan Deo
  - 1853 - 1881 : Udit Pratap Deo
  - 1881 - 1897 : Raghu Kesari Deo
  - 1897 - 1926 : Brij Mohan Deo
- Mahârâja
  - 1926 - 1939 : Brij Mohan Deo
  - 1939 - 1947 : Pratap Keshari Deo (en)